# حنا كاي
حنا كاي (بالإنجليزية: Hanna Kay)‏ هي رسامة أسترالية، ولدت في 1947.

## وصلات خارجية
- حنا كاي على موقع ميوزك برينز (الإنجليزية)